# Dicentria missilis
Dicentria missilis är en fjärilsart som beskrevs av William Schaus 1911. Dicentria missilis ingår i släktet Dicentria och familjen tandspinnare. Inga underarter finns listade i Catalogue of Life.